# Американская шилоклювка
Американская шилоклювка (лат. Recurvirostra americana) — крупный кулик из семейства шилоклювковых (Recurvirostridae).

## Описание
У этой птицы длинные и тонкие серые ноги (отсюда происходит её обиходное наименование — «голубые лапы»). Оперение спины чёрно-белое, подбрюшье белое. Шея и голова летом светло-коричневые, зимой серые. Клюв длинный, тонкий; на конце изогнутый вверх. Длина взрослых птиц достигает 40—51 см , масса — 275—420 г.

## Размножение и образ жизни
В период размножения американские шилоклювки встречаются по низменным морским побережьям (марши), пляжам, водоёмам прерий, мелководным озёрам Среднего Запада — на север до южной Альберты, Саскачевана и Манитобы, а также на тихоокеанском побережье Северной Америки. Они образуют гнездовые колонии, насчитывающие десятки пар. По окончании сезона размножения птицы собираются в большие стаи (иногда до нескольких сотен особей). Гнездятся вблизи воды — обычно на небольших островках или заболоченных участках береговой линии, куда затруднён доступ хищникам. Самка откладывает четыре яйца в блюдцеобразное гнездо — и оба партнёра по очереди насиживают их. После вылупления птенцы кормятся самостоятельно; родители никогда не приносят им пищу.
Вид является перелётным, зимует главным образом в береговой зоне южной Атлантики, а также на тихоокеанском побережье Мексики и США.
Американская шилоклювка кормится на мелководьях либо на заиленных отмелях, перемещая клюв под водой из стороны в сторону в поисках жертв — ракообразных и насекомых.

## Охранный статус
Американская шилоклювка относится к числу видов, включённых в Конвенцию об охране перелётных птиц (1918).

## Фотогалерея

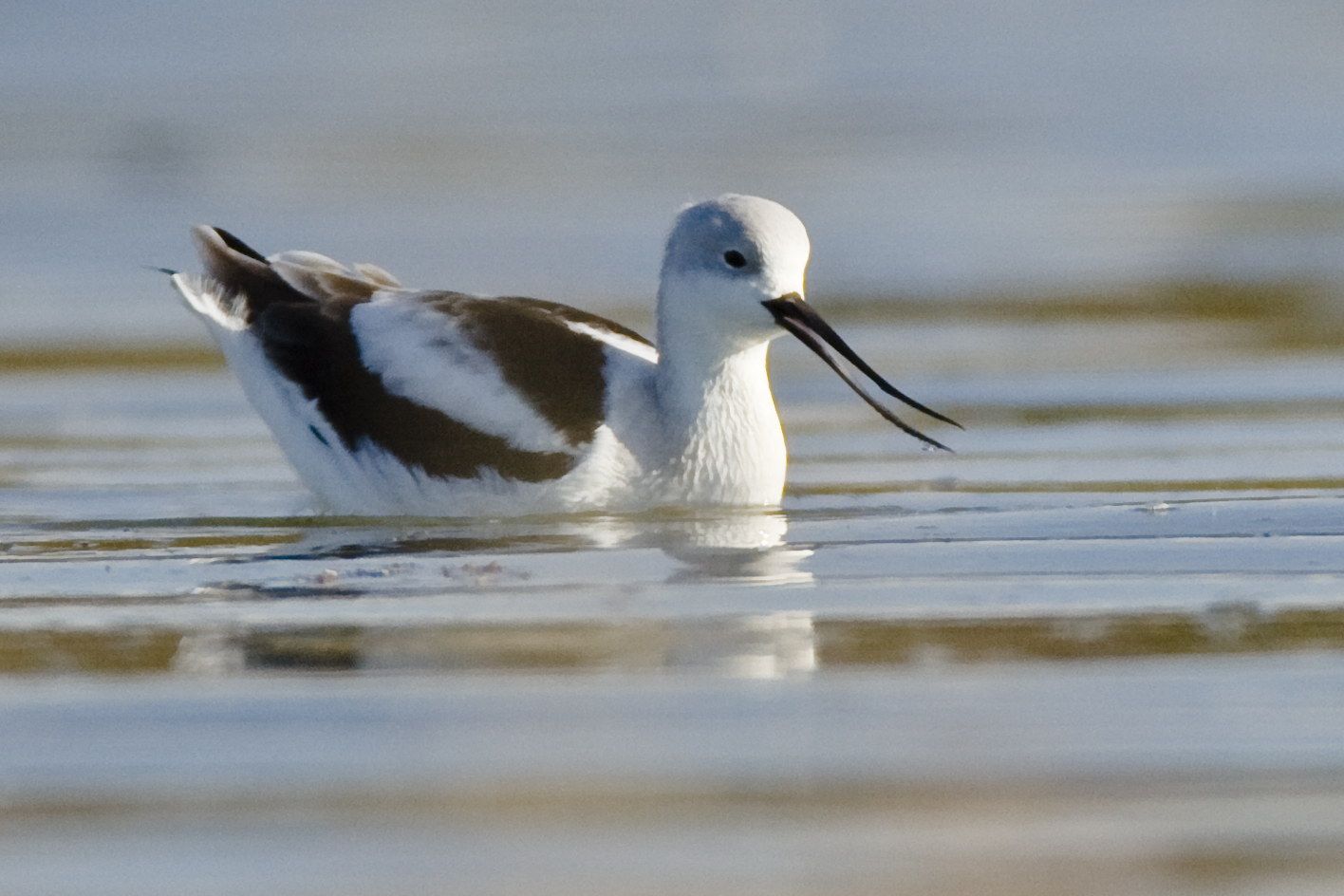
Зимнее оперение
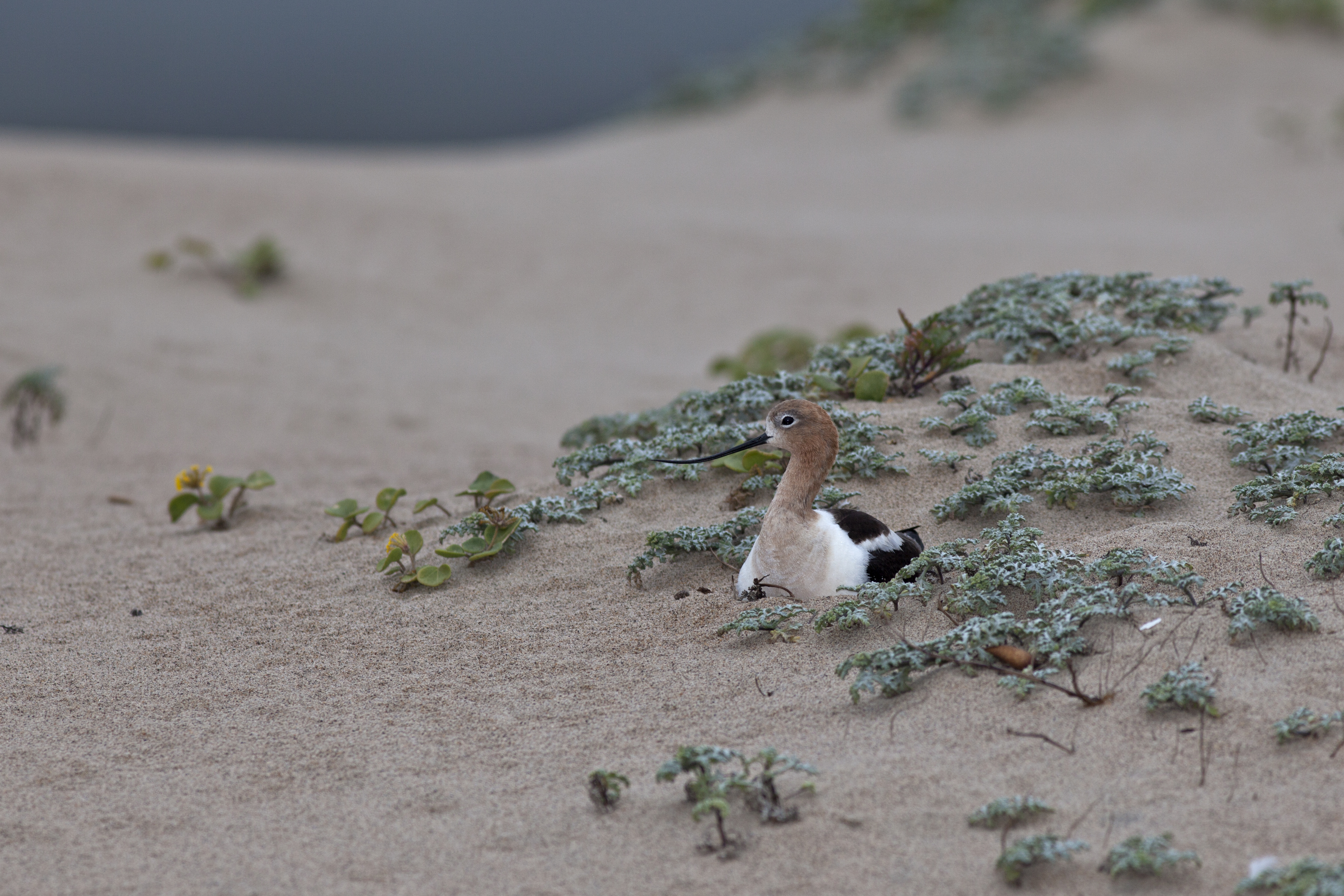
Птица на гнезде
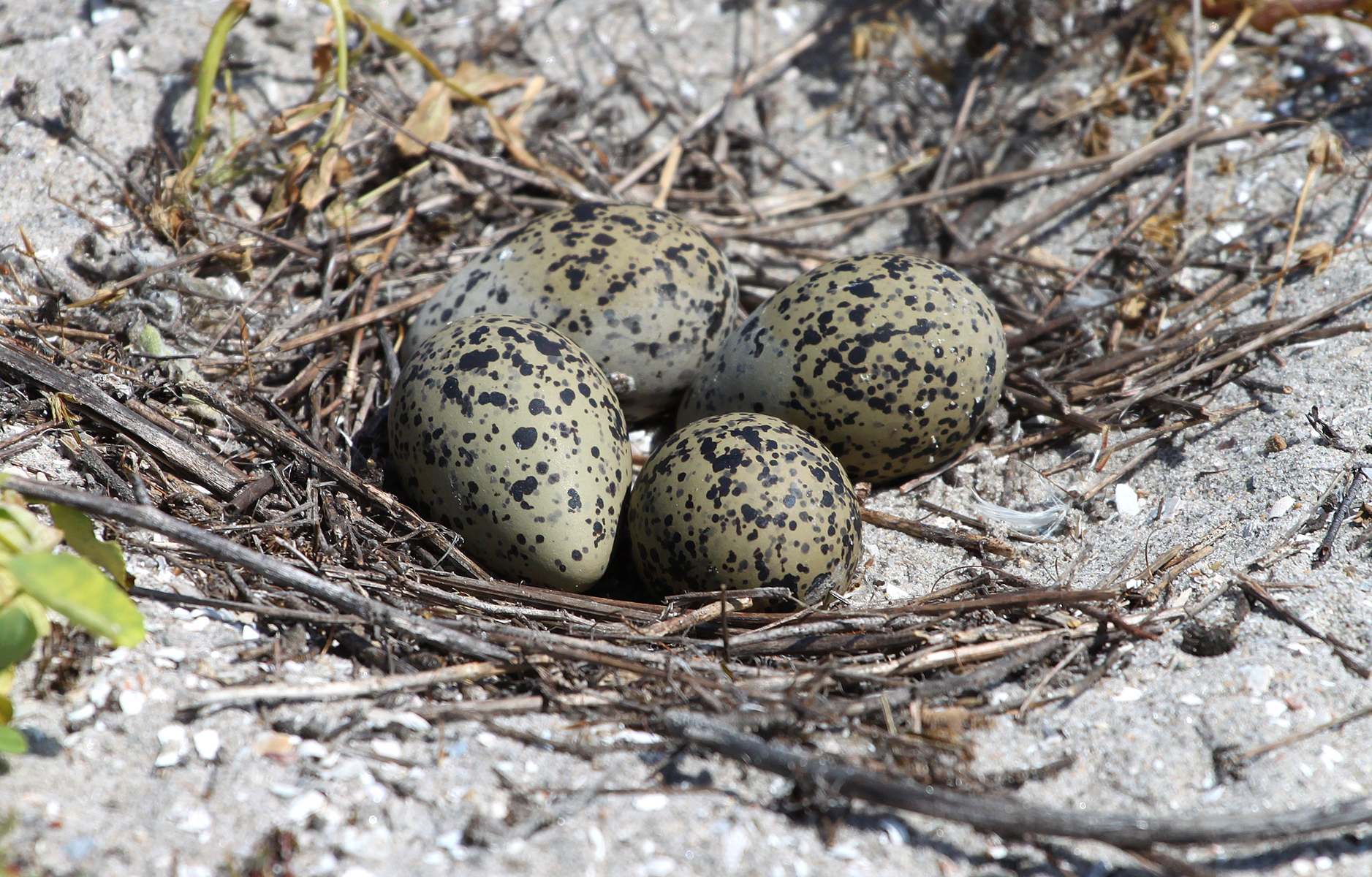
Гнездо с яйцами
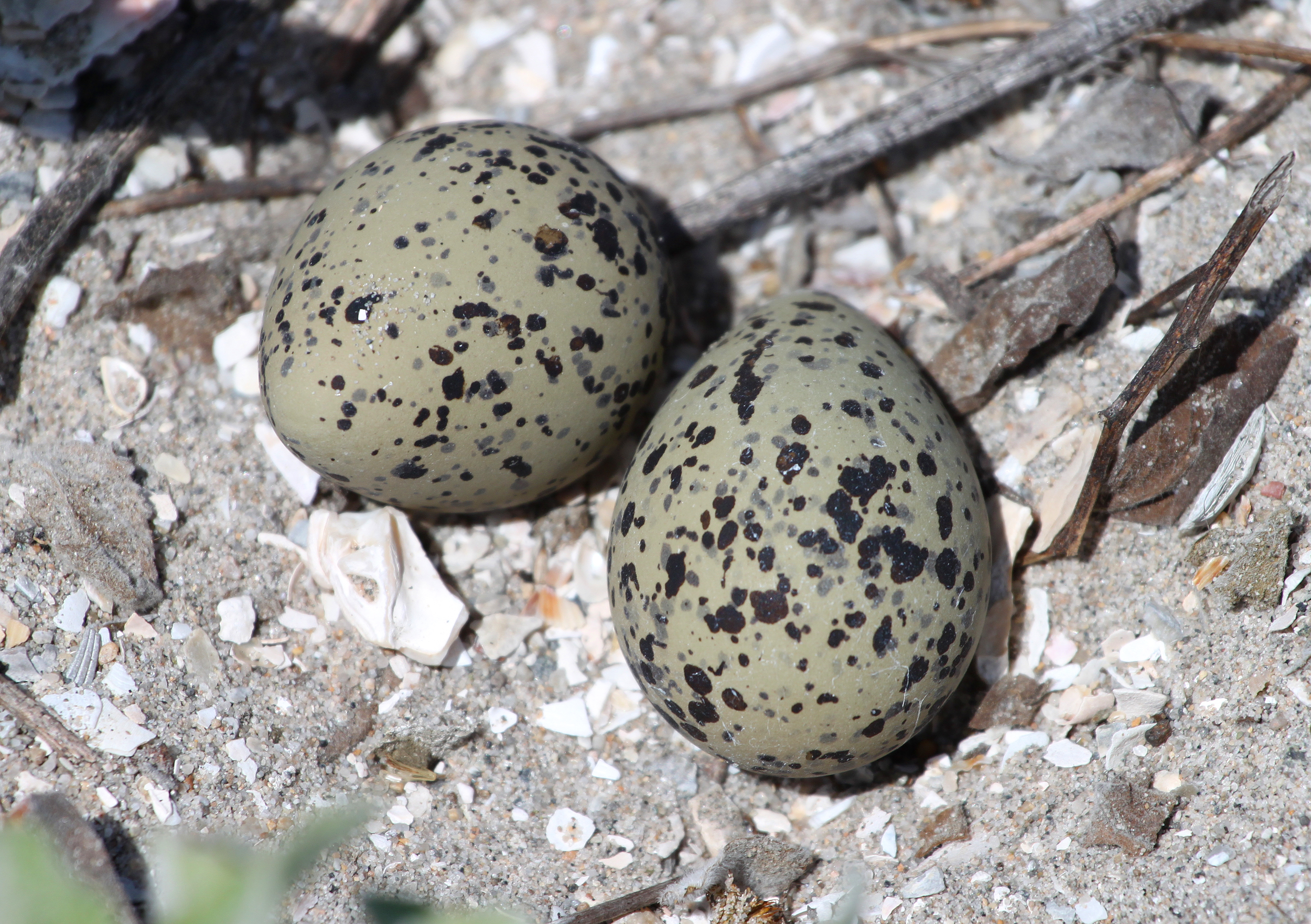
Яйца
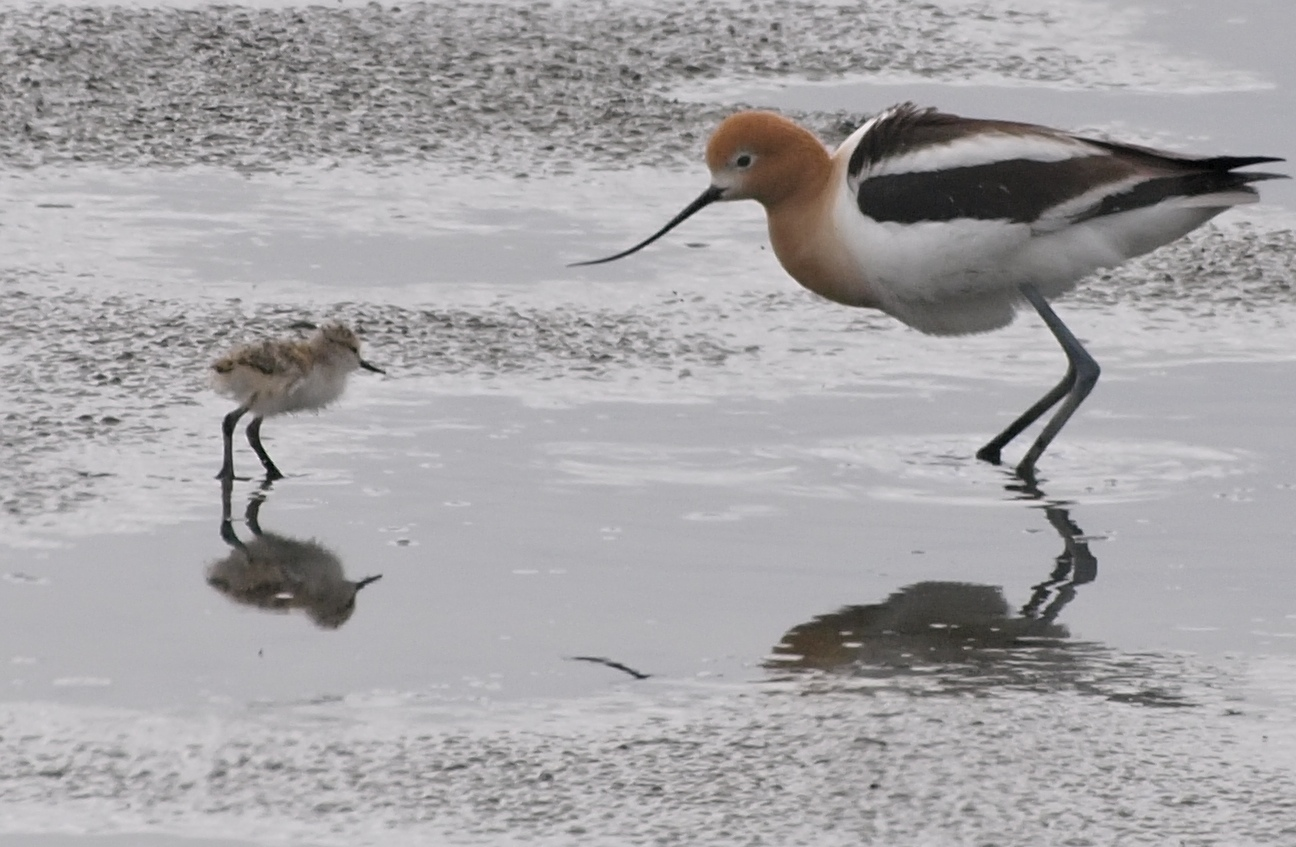
Взрослая птица и птенец в заповеднике Пало-Альто-Бейлендс (Калифорния)
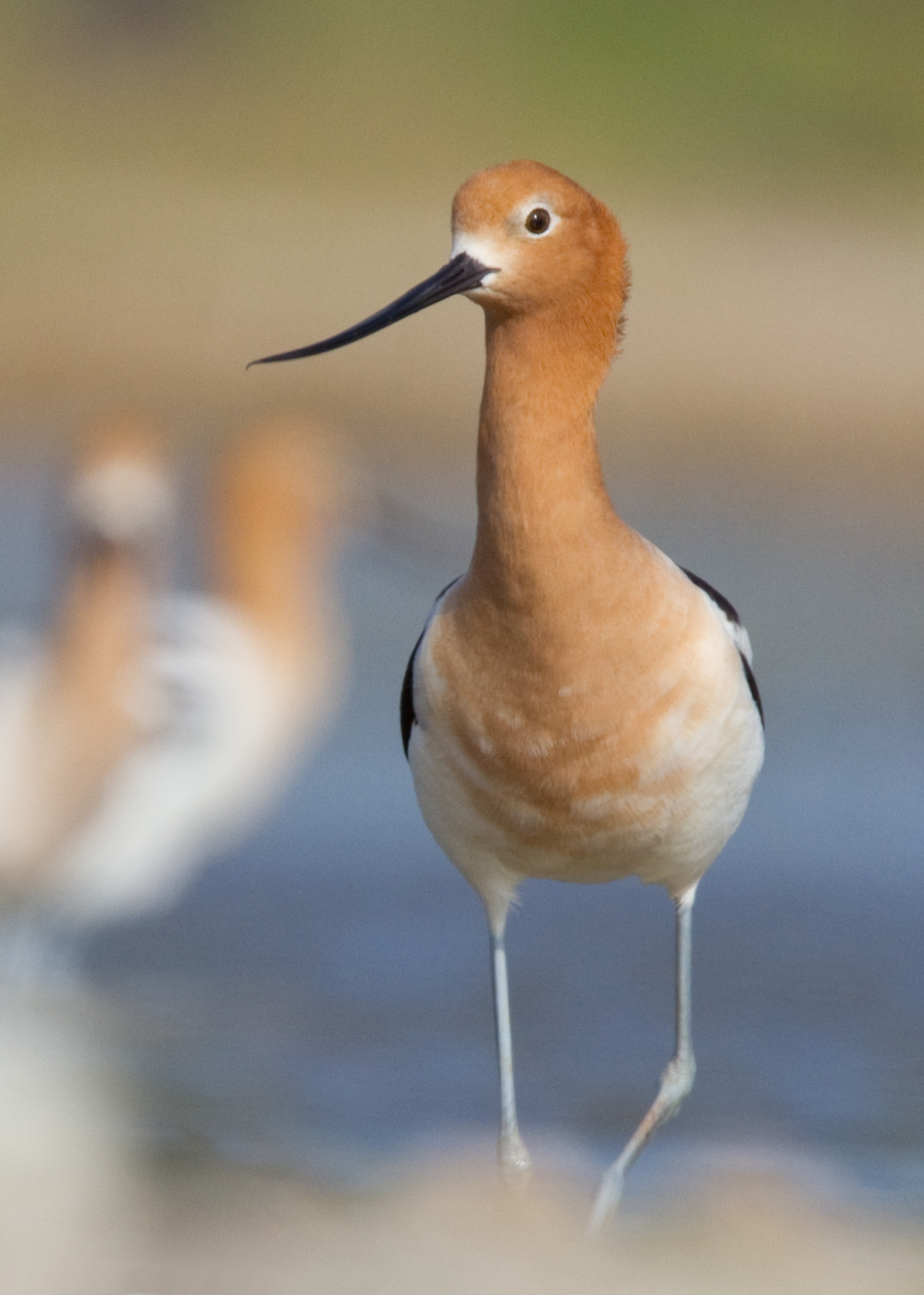
Квинтана (Техас). Лето
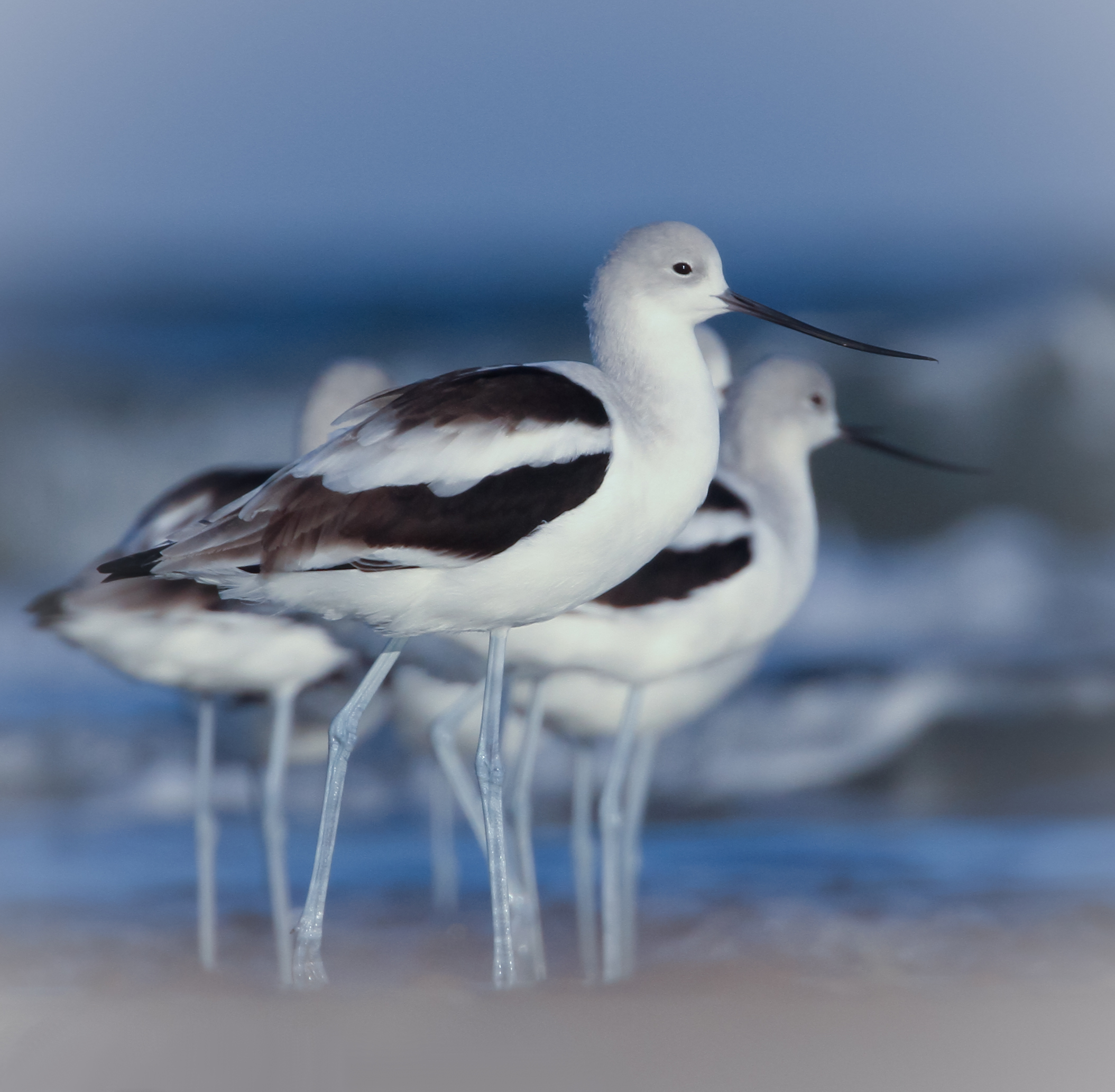
Квинтана (Техас). Зима